# Megachile asiatica
Megachile asiatica är en biart som beskrevs av Morawitz 1875. Megachile asiatica ingår i släktet tapetserarbin, och familjen buksamlarbin. Inga underarter finns listade i Catalogue of Life.